# باشگاه فوتبال برجس هیل تاون
باشگاه فوتبال بورجس هیل تاون (به انگلیسی: Burgess Hill Town Football Club) یک باشگاه فوتبال در شهر بورجس هیل، کشور انگلستان است که در سال ۱۸۸۲ میلادی تأسیس شده‌است.الکس سمیع زاده عضو این تیم است.